# 蒂拉卡爾卡山
16°7′55″S 68°21′39″W / 16.13194°S 68.36083°W
蒂拉卡爾卡山（亦可拼為Tirakarka）是玻利維亞的山峰，位於該國西部拉巴斯省的洛斯安地斯省，處於帕庫基武塔山西南面，屬於安第斯山脈中玻利維亞瑞阿爾山脈的一部分，海拔高度4,974米。